# فردیناند واندویر هایدن
فردیناند واندویر هایدن (Ferdinand Vandeveer Hayden) (زادهٔ ۷ سپتامبر ۱۸۲۹ – درگذشتهٔ ۲۲ دسامبر ۱۸۸۷)، زمین‌شناس آمریکایی بود که به‌خاطر نقشه‌برداری‌های پیشگامانه‌اش از کوه‌های راکی در اواخر قرن نوزدهم مورد توجه قرار گرفت. او همچنین پزشکی بود که در زمان جنگ داخلی آمریکا در ارتش اتحادیه خدمت کرد.

## اوایل زندگی

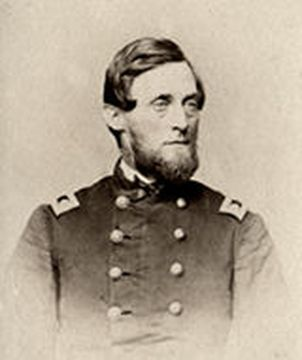
فردیناند واندویر هایدن در سال 1860

فردیناند هایدن در وستفیلد، ایالت ماساچوست چشم به جهان گشود. در جوانی شیفتهٔ طبیعت و حیات وحش بود که این موضوع او را به رشتهٔ پزشکی کشاند. او در کلیولند تحت نظر جرد پاتر کرتلند و پس از آن در آلبانی، نیویورک، تحت نظر جیمز هال، از سازمان زمین‌شناسی نیویورک کار کرد.
هایدن در سال ۱۸۵۰ از کالج ابرلین و در سال ۱۸۵۳ از کالج پزشکی آلبانی فارغ‌التحصیل شد. او توانست در آنجا توجه استاد جیمز هال، زمین‌شناس دولت در نیویورک را به خود جلب کند و به واسطهٔ اعتبار و نفوذ او توانست به همراه فیلدینگ بی میک، برای پژوهش در زمین‌شناسی و جمع‌آوری فسیل‌ها به گروه اکتشافی قلمرو نبراسکا ملحق شود.
هال در تابستان ۱۸۵۳، هایدن را به اولین سفر ماجراجویانه‌اش در ارتباط با زمین‌شناسی فرستاد. هایدن به دلیل طرز فکر مستقل خود، به همکاری‌اش با هال خاتمه داد و با تشویق اس اف بیرد و حمایت نسبی از مؤسسهٔ اسمیتسونیان، باقی دههٔ ۱۸۵۰ را صرف اکتشافات مختلف و جمع‌آوری نمونه‌ها در مناطق شمالی رودخانهٔ میزوری کرد.
در سال‌های ۱۸۵۶ و ۱۸۵۷، هایدن گروهی اکتشافی به رهبری ستوان گوورنور کی. وارن و در سال ۱۸۵۹، گروه اکتشافی رینولدز به رهبری کاپیتان ویلیام اف رینولدز که هر دو از مهندسان عارضه‌نگاری بودند را مشایعت کرد. یکی از دستاوردهای آن سفر، گزارش زمین‌شناسی او از کاوش‌های رودخانه‌های یلواستون و میزوری در ۱۸۵۹–۱۸۶0 (1869) بود.
هایدن در زمان جنگ داخلی به عنوان جراح در ارتش خدمت کرد. او به درجهٔ افسر ارشد پزشکی در ارتش شناندوا ارتقاء یافت و (درجهٔ افتخاری) سرهنگ دوم را به دست آورد.

## مطالعات زمین‌شناختی
پس از جنگ داخلی آمریکا، هایدن مطالعات جغرافیایی و زمین‌شناسی نبراسکا و سرزمین‌های غربی را برای دولت ایالات متحده رهبری کرد. در سال ۱۸۶۷، او مسئول زمین‌شناسی در سازمان مطالعات زمین‌شناسی و جغرافیایی سرزمین‌های ایالات متحده شد.
هایدن هم قبل و هم بعد از جنگ داخلی، سفرهای پیشین اکتشافی به کوه‌های راکی را رهبری کرد. در سال ۱۸۶۹، او سفری اکتشافی در امتداد کوه فرانت رنج به سمت دنور و سانتافه را رهبری کرد. در سال ۱۸۷۰، هایدن ۲۵۰۰۰ دلار کمک مالی دولتی دریافت کرد تا یک گروه اکتشافی ۲۰ نفره را به گذرگاه جنوبی، فورت بریجر و هنری فورک برده و دوباره آنها را به شهر شاین بازگرداند.
او همچنین در آن زمان با باشگاه مگاتریوم در مؤسسهٔ اسمیتسونیان در واشینگتن دی سی آشنا شد. هایدن برای اندازه‌گیری مسافت در طول سفرهایش به نواحی مرزهای غربی، از مسافت‌سنج استفاده کرد، وسیله‌ای که نقشه‌برداران برای تخمین مسافت طی شده از آن استفاده می‌کردند. این دستگاه روی یک گاری که با قاطر حرکت می‌کرد، نصب شده بود و با چرخش چرخ‌های گاری، فواصل را اندازه‌گیری می‌کرد. دقت دستگاه به دلیل ناهموار بودن زمین با تقریب ۳ درصد بود.

### یلواستون
در سال ۱۸۷۱، هایدن به فرمان وزیر کشور، کلمبوس دلانو، در دورهٔ ریاست جمهوری یولیسیز سایمن گرانت، اولین پژوهش‌های زمین‌شناسی آمریکا را با بودجهٔ فدرال و در منطقهٔ یلواستون در شمال غربی وایومینگ رهبری کرد. این گروه شامل حدود ۵۰ مرد بود که افراد برجسته‌ای مانند توماس موران و نقاش و عکاس معروف مرزی/جنگ داخلی ویلیام هنری جکسون در آن شرکت داشتند. سال بعد، هایدن و پژوهش او با عنوان «گزارش مقدماتی از مطالعات زمین‌شناسی ایالات متحده در مونتانا و بخش‌هایی از سرزمین‌های مجاور؛ پنجمین گزارش سالانه از پیشرفت کار»، در متقاعد کردن کنگره برای پایه‌گذاری یلواستون به عنوان اولین پارک ملی ایالات متحده نقش به‌سزایی داشت. به علاوه، عکس‌های بزرگ و جذاب جکسون و نقاشی‌های چشمگیر موران نیز در این موضوع کمک‌کننده بودند. این آثار همچنین به گسترش ایالات متحده به سمت غرب کمک کردند.

### میراث
نتیجهٔ دوازده سال کار و سفرهای پژوهشی سالانهٔ هایدن منجر به ایجاد مجموعه‌ای ارزشمند از مجلات در تمام رشته‌های تاریخ طبیعی و علوم اقتصادی شد. او در سال ۱۸۷۷، اطلس زمین‌شناسی و جغرافیایی کلرادو را منتشر کرد. آخرین سفر پژوهشی سالانهٔ هایدن در سال ۱۸۷۸ بود. به خاطر تلاش‌های فراوان و جامع هایدن در زمین‌شناسی، او فسیل‌های بی‌شماری از دایناسورها را کشف کرد که آن‌ها را از شرق برای مطالعات علمی بیشتر با خود آورد. بسیاری از فسیل‌هایی که آورده بود، همچنان در مجموعهٔ مؤسسهٔ اسمیتسونیان نگهداری می‌شوند. دیرینه‌شناس آمریکایی جوزف لیدی، بیشتر نمونه‌های فسیلی خود را از هایدن به دست آورد.

## سال‌های آخر زندگی
در سال ۱۸۶۰، هایدن به عضویت انجمن فلسفی آمریکا درآمد. در سال ۱۸۶۵، به کمک جوزف لیدی، استاد زمین‌شناسی در دانشگاه پنسیلوانیا شد. در سال ۱۸۷۳، به عضویت انجمن باستانی آمریکا درآمد. در سال ۱۸۷۹، به عنوان عضو خارجی انجمن زمین‌شناسی لندن انتخاب شد. پس از سازماندهی مجدد و تأسیس سازمان زمین‌شناسی ایالات متحده در سال ۱۸۷۹، هایدن به مدت هفت سال در آنجا به عنوان زمین‌شناس فعالیت کرد. او در ۲۲ دسامبر ۱۸۸۷ در فیلادلفیا درگذشت و در قبرستان وودلندز به خاک سپرده شد.

## افتخارات
درهٔ هایدن در یلواستون به افتخار او نام‌گذاری شده‌است. در سال ۲۰۱۸، رهبران بومیان آمریکا خواستار تغییر نام درهٔ هایدن شدند، زیرا هایدن «از براندازی قبایلی که از پیروی از دستورهای فدرال خودداری کرده بودند، حمایت کرده بود». شهرک هایدن در ایالت کلرادو، واقع در درهٔ رودخانهٔ یامپا، به افتخار او نام‌گذاری شده‌است. همچنین بسیاری از قلهٔ کوه‌ها، نام او را بر خود دارند. در سال ۱۸۷۱، استفن تایر اولنی، گونه‌ای از خارخاسک را به افتخار او، نام‌گذاری کرده‌است. در سال ۱۸۶۰، رابرت کنیکات، زیرگونه‌ای از مارهای بندجورابی را به افتخار هایدن، Thamnophis radix haydenii، نام‌گذاری کرد. در سال ۱۸۶۹، ویلیام گاب یک حلزون خاکی را به افتخار او، Oreohelix haydeni، نامید. ساختمان هایدن در دانشگاه پنسیلوانیا که سابقاً محل دانشکدهٔ دندان پزشکی بود، اکنون محل دپارتمان‌های مهندسی زیستی و علوم زمین است.